# Pat McBride
Patrick McBride (Saint Louis, Misuri, 13 de noviembre de 1943-11 de diciembre de 2024) fue un futbolista y director técnico estadounidense.

## Selección nacional
Jugó 5 partidos con la Selección de fútbol de los Estados Unidos en los años 1960 y 70.

## Clubes

### Como jugador
| Club                    | País           | Año         |
| ----------------------- | -------------- | ----------- |
| St Louis Stars          | Estados Unidos | 1967 - 1976 |
| St Louis Stars (indoor) | Estados Unidos | 1971 - 1976 |

### Como entrenador
| Club               | País           | Año         |
| ------------------ | -------------- | ----------- |
| St. Louis Steamers | Estados Unidos | 1979 - 1981 |
| Kansas City Comets | Estados Unidos | 1981 - 1984 |
| St. Louis Steamers | Estados Unidos | 1985 - 1987 |